# Северозападни територии
Северозападните територии (NT; на английски: Northwest Territories; на френски: les Territoires du Nord-Ouest) е една от трите територии на Канада.
Имат обща площ от 1 346 106 km² и население от 43 529 жители (2010). Столицата на Северозападните територии е Йелоунайф.

## География
Северозападните територии се простират по протежение на 4000 km, от Юкон на запад до границите на обширната територия Нунавут на изток и на юг до Британска Колумбия, Алберта и Саскачеван.